# Chile i panamerikanska spelen
Chile i panamerikanska spelen styrs av Chiles Olympiska Kommitté i de panamerikanska spelen. Nationen deltog första gången i de panamerikanska spelen 1951 i Buenos Aires.
De chilenska idrottarna har vunnit 258 medaljer, varav 40 guldmedaljer.